# Bunji Kimura
Bunji Kimura (木村 文治, Kimura Bunji, Kioto, 27 juli 1944) is een Japans voormalig voetballer en voetbaltrainer.

## Carrière
Kimura begon zijn carrière in 1968 bij Yanmar Diesel. Kimura veroverde er in 1968 en 1970 de Beker van de keizer. Met deze club werd hij in 1971 kampioen van Japan. In 6 jaar speelde hij er 72 competitiewedstrijden en scoorde 2 goals. Kimura beëindigde zijn spelersloopbaan in 1973.
In 1983 startte Kimura zijn trainerscarrière bij Kyoto Shiko, de voorloper van Kyoto Purple Sanga. In 1991 werd hij bij Yokohama Flügels assistent-trainer, onder trainer Shu Kamo. In 1995 werd hij bij Yokohama Flügels trainer. Hij tekende in 1999 bij Kyoto Purple Sanga.